# Campionati europei di ciclismo su pista 2025 - Omnium maschile
La gara dell'omnium maschile ai Campionati europei di ciclismo su pista 2025 si svolse il 15 febbraio 2025 presso il Omnisport Heusden-Zolder di Heusden-Zolder, in Belgio.

## Risultati

### Scratch
| Pos | Nome                    | Nazione                     | Giri persi | Punti |
| --- | ----------------------- | --------------------------- | ---------- | ----- |
| 1   | Tim Torn Teutenberg     | Germania                    |            | 40    |
| 2   | Niklas Larsen           | Danimarca                   |            | 38    |
| 3   | Ellande Larronde        | Francia                     |            | 36    |
| 4   | Adam Křenek             | Rep. Ceca                   |            | 34    |
| 5   | Alex Vogel              | Svizzera                    |            | 32    |
| 6   | Karsten Larsen Feldmann | Norvegia                    |            | 30    |
| 7   | Philip Heijnen          | Paesi Bassi                 |            | 28    |
| 8   | Lindsay De Vylder       | Belgio                      |            | 26    |
| 9   | Alan Banaszek           | Polonia                     |            | 24    |
| 10  | Raphael Kokas           | Austria                     |            | 22    |
| 11  | Ivo Oliveira            | Portogallo                  |            | 20    |
| 12  | Ilya Savekin            | Atleti Neutrali Autorizzati |            | 18    |
| 13  | Elia Viviani            | Italia                      |            | 16    |
| 14  | Noah Hobbs              | Regno Unito                 |            | 14    |
| 15  | Bertold Drijver         | Ungheria                    |            | 12    |
| 16  | Daniil Yakovlev         | Ucraina                     |            | 10    |
| 17  | Žak Eržen               | Slovenia                    |            | 8     |
| 18  | Joan Roca Siquier       | Spagna                      |            | 6     |
| 19  | Martin Chren            | Rep. Ceca                   |            | 4     |
| 20  | Daniel Crista           | Romania                     | –1         | 2     |
| 21  | Ramazan Yılmaz          | Turchia                     | –1         | 1     |

### Tempo race
| Pos | Nome                    | Nazione                     | Punti in gara | Punti evento |
| --- | ----------------------- | --------------------------- | ------------- | ------------ |
| 1   | Ilya Savekin            | Atleti Neutrali Autorizzati | 29            | 40           |
| 2   | Tim Torn Teutenberg     | Germania                    | 26            | 38           |
| 3   | Philip Heijnen          | Paesi Bassi                 | 24            | 36           |
| 4   | Lindsay De Vylder       | Belgio                      | 22            | 34           |
| 5   | Elia Viviani            | Italia                      | 22            | 32           |
| 6   | Adam Křenek             | Rep. Ceca                   | 21            | 30           |
| 7   | Niklas Larsen           | Danimarca                   | 21            | 28           |
| 8   | Noah Hobbs              | Regno Unito                 | 21            | 26           |
| 9   | Bertold Drijver         | Ungheria                    | 21            | 24           |
| 10  | Ellande Larronde        | Francia                     | 21            | 22           |
| 11  | Žak Eržen               | Slovenia                    | 21            | 20           |
| 12  | Alan Banaszek           | Polonia                     | 2             | 18           |
| 13  | Ivo Oliveira            | Portogallo                  | 2             | 16           |
| 14  | Karsten Larsen Feldmann | Norvegia                    | 1             | 14           |
| 15  | Joan Roca Siquier       | Spagna                      | 1             | 12           |
| 16  | Ramazan Yılmaz          | Turchia                     | 1             | 10           |
| 17  | Daniel Crista           | Romania                     | 0             | 8            |
| 18  | Daniil Yakovlev         | Ucraina                     | 0             | 6            |
| 19  | Raphael Kokas           | Austria                     | 0             | 4            |
| 20  | Martin Chren            | Rep. Ceca                   | 0             | 2            |
| 21  | Alex Vogel              | Svizzera                    | 0             | 1            |

### Eliminazione
| Pos | Nome                    | Nazione                     | Punti |
| --- | ----------------------- | --------------------------- | ----- |
| 1   | Tim Torn Teutenberg     | Germania                    | 40    |
| 2   | Elia Viviani            | Italia                      | 38    |
| 3   | Niklas Larsen           | Danimarca                   | 36    |
| 4   | Philip Heijnen          | Paesi Bassi                 | 34    |
| 5   | Noah Hobbs              | Regno Unito                 | 32    |
| 6   | Alex Vogel              | Svizzera                    | 30    |
| 7   | Joan Roca Siquier       | Spagna                      | 28    |
| 8   | Alan Banaszek           | Polonia                     | 26    |
| 9   | Ilya Savekin            | Atleti Neutrali Autorizzati | 24    |
| 10  | Lindsay De Vylder       | Belgio                      | 22    |
| 11  | Adam Křenek             | Rep. Ceca                   | 20    |
| 12  | Bertold Drijver         | Ungheria                    | 18    |
| 13  | Karsten Larsen Feldmann | Norvegia                    | 16    |
| 14  | Ivo Oliveira            | Portogallo                  | 14    |
| 15  | Raphael Kokas           | Turchia                     | 12    |
| 16  | Ramazan Yılmaz          | Turchia                     | 10    |
| 17  | Žak Eržen               | Slovenia                    | 8     |
| 18  | Ellande Larronde        | Francia                     | 6     |
| 19  | Daniil Yakovlev         | Ucraina                     | 4     |
| 20  | Martin Chren            | Rep. Ceca                   | 2     |
| 21  | Daniel Crista           | Romania                     | 1     |

### Gara a punti
| Pos | Nome                    | Nazione                     | Scratch | Tempo race | Eliminazione | Subtotale | Punti giri | Punti sprint | Pos. gara a punti | Punti totali |
| --- | ----------------------- | --------------------------- | ------- | ---------- | ------------ | --------- | ---------- | ------------ | ----------------- | ------------ |
| 1   | Tim Torn Teutenberg     | Germania                    | 40      | 38         | 40           | 118       | 40         | 9            | 5                 | 167          |
| 2   | Niklas Larsen           | Danimarca                   | 38      | 28         | 36           | 102       | 40         | 23           | 1                 | 165          |
| 3   | Philip Heijnen          | Paesi Bassi                 | 28      | 36         | 34           | 98        | 40         | 9            | 17                | 147          |
| 4   | Lindsay De Vylder       | Belgio                      | 26      | 34         | 22           | 82        | 40         | 13           | 3                 | 135          |
| 5   | Ivo Oliveira            | Portogallo                  | 20      | 16         | 14           | 50        | 60         | 8            | 21                | 118          |
| 6   | Ilya Savekin            | Atleti Neutrali Autorizzati | 18      | 40         | 24           | 82        | 20         | 7            | 6                 | 109          |
| 7   | Elia Viviani            | Italia                      | 16      | 32         | 38           | 86        | 20         | 3            | 13                | 109          |
| 8   | Adam Křenek             | Rep. Ceca                   | 34      | 30         | 20           | 84        | 20         | 0            | 18                | 104          |
| 9   | Noah Hobbs              | Regno Unito                 | 14      | 26         | 32           | 72        | 20         | 6            | 7                 | 98           |
| 10  | Alan Banaszek           | Polonia                     | 24      | 18         | 26           | 68        | 20         | 2            | 19                | 90           |
| 11  | Alex Vogel              | Svizzera                    | 32      | 1          | 30           | 63        | 0          | 3            | 20                | 66           |
| 12  | Ellande Larronde        | Francia                     | 36      | 22         | 6            | 64        | –20        | 13           | 9                 | 57           |
| 13  | Bertold Drijver         | Ungheria                    | 12      | 24         | 18           | 54        | 0          | 0            | 16                | 54           |
| 14  | Joan Roca Siquier       | Spagna                      | 6       | 12         | 28           | 46        | 0          | 6            | 2                 | 52           |
| 15  | Karsten Larsen Feldmann | Norvegia                    | 30      | 14         | 16           | 60        | –20        | 11           | 4                 | 51           |
| 16  | Raphael Kokas           | Turchia                     | 22      | 4          | 12           | 38        | 0          | 2            | 8                 | 40           |
| 17  | Martin Chren            | Rep. Ceca                   | 4       | 2          | 2            | 8         | 0          | 1            | 14                | 29           |
| 18  | Daniil Yakovlev         | Ucraina                     | 10      | 6          | 4            | 20        | 0          | 5            | 12                | 25           |
| 19  | Žak Eržen               | Slovenia                    | 8       | 20         | 8            | 36        | –20        | 0            | 10                | 16           |
| 20  | Daniel Crista           | Romania                     | 2       | 8          | 1            | 11        | 0          | 0            | 15                | 11           |
| 21  | Ramazan Yılmaz          | Turchia                     | 1       | 10         | 10           | 21        | –20        | 0            | 11                | 1            |